# Uwail
Uwail o Uwayl  (en árabe: أويل‎) es una ciudad de Sudán del Sur, capital del estado de Bar al Gazal del Norte, en el noroeste del país. Tiene una población de 40 054 habitantes (estimación de 007). Se encuentra en la confluencia de los ríos Lol y Pongo.

## Evolución demográfica
| Evolución de la población de Uwail |
|                                    |